# Бронепалубные крейсера типа «Хайфлайер»
Бронепалубные крейсера типа «Хайфлайер» — серия крейсеров 2-го класса британского королевского флота, построенная в 1890-х гг. XIX века. Являлись развитием типа «Эклипс» (англ. Eclipse). Стали их усовершенствованной версией, с единой 152-мм артиллерией главного калибра. Всего было построено 3 единицы: «Гермес» (англ. Hermes), «Хайфлайер» (англ. Highflyer), «Гиацинт» (англ. Hyacinth).
Их дальнейшим развитием стали крейсера типа «Челленджер» (англ. Challendger).

## Служба
- «Гермес» — заложен 30 апреля 1897 г., спущен 7 апреля 1898 г., в строю с 5 октября 1899 г.
- «Хайфлайер» — заложен 7 июня 1897 г., спущен 4 июня 1898 г., в строю с 7 декабря 1899 г.
- «Гиацинт» — заложен 27 января 1897, спущен 27 октября 1898 г., в строю с 3 сентября 1900 г.[2]